# Vidal Rodríguez
Vidal Gonzalo Rodríguez Lemoine (Caracas, Venezuela, 28 de abril de 1938) es un biólogo venezolano. Licenciado en Biología con doctorado PhD en genética y microbiología. En el año 2007 es incorporado como Individuo de Número, para ocupar el sillón N° VII de la Academia de Ciencias Físicas, Matemáticas y Naturales. En 2011 se incorporó como Individuo de Número, en la Sociedad Venezolana de la Historia de la Medicina, ocupando el sillón N° XV. Es fundador del Laboratorio de Biología de Plásmidos y del Centro Venezolano de Colecciones de Microorganismos (CVCM), esta última institución de amplio reconocimiento internacional, dedicada a la preservación y custodia de microorganismos que existen en Venezuela. Su trabajo de investigación ha estado dirigido fundamentalmente al estudio de la Biología de Plásmidos, abarcando aspectos genéticos y moleculares, la epidemiología de la resistencia bacteriana a los antibióticos y la biodegradación de compuestos tóxicos.

## Formación académica y profesional
En septiembre de 1958 ingresa en la Facultad de Ciencias de la Universidad Central de Venezuela, donde se gradua como licenciado en Biología (1964). Cursa estudios de especialización en Genética y Microbiología en el University College, Universidad de Londres, Reino Unido, obteniendo el grado de PhD (1977).
En 1967 se incorpora como profesor instructor, a dedicación exclusiva, en el Departamento de Microbiología y Parasitología de la Escuela de Biología y para 1968 inicia sus estudios en el área de Genética Bacteriana, bajo la dirección de la Dra. Rosa Nagel de Zwaig, investigadora argentina, discípula del Premio Nobel Salvador Luria. Luego de eso comienza a trabajar en el Laboratorio de Bacteriología del Hospital Hammersmith (1972), con la Dra. Naomi Datta, pionera de los estudios sobre resistencia bacteriana a los antibióticos y para 1977 se traslada al Departamento de Botánica y Microbiología del University College de la Universidad de Londres.
A comienzos de 1978 regresa a Caracas y se reincorpora a la Facultad de Ciencias de la Universidad Central de Venezuela (UCV), donde funda el Laboratorio de Biología de Plásmidos, dirigido fundamentalmente a estudios sobre resistencia bacteriana a los antibióticos.
En 1986 participó en la creación y fue el primer presidente del Capítulo Metropolitano de la Sociedad Venezolana de Microbiología, y para el 2004 fundó y fue presidente de la Federación Latinoamericana de Colecciones de Cultivos. También fue representante ante el Consejo Científico y Humanístico de la UCV (1978-1980, y 1983-1986), del Consejo de Estudios para Graduados de la UCV (1988) y presidente del Consejo de Apelaciones de la UCV (1991-1993).
Fue profesor visitante en la Universidad de Madrid en 1989 y de la Universidad de Harvard en 1992 y también fue investigador invitado del Departamento de Genética Molecular y Microbiología de la Harvard Medical School, Universidad de Harvard (1990-1993).
Es miembro fundador de la Alliance for the Prudent Use of Antibiotics y de varias sociedades científicas, nacionales y extranjeras. Miembro fundador del Postgrado en Biología Celular de la UCV. Miembro fundador del Instituto de Biología Experimental (IBE) de la UCV, y su primer Director (electo en 1995, y reelecto en 1998 y en el 2001).
A lo largo de su trayectoria ha adquirido experiencia en la dirección de proyectos editoriales de gran envergadura, desempeñándose durante más de 20 años como redactor jefe, ad honorem, de la Revista Acta Científica Venezolana. Igualmente es editor de la Revista de la Sociedad Venezolana de Microbiología.

## Publicaciones
Su obra científica es muy amplia. Ha publicado más de 50 trabajos originales en revistas científicas nacionales e internacionales. Es autor o coautor de varios libros y monografías, y de numerosos artículos divulgativos y editoriales, y ha presentado más de 100 comunicaciones en eventos científicos nacionales e internacionales.

### Libros
- La viruela en Venezuela. Epidemias y defensa durante el siglo XIX (Autor). Editado por la Academia de Ciencias Físicas, Matemáticas y Naturales y la Academia Nacional de Medicina. 2012.[4][5]

- Legislación Universitaria en materia sancionatoria y electoral. Vidal Rodríguez Lemoine y Ana María Ruggeri (1993) (Compiladores, presentación y prólogo). Ediciones del Rectorado. Caracas.

- Herencia Extracromósomica en Salmonella typhimurium (Autor). Editado por el Consejo de Desarrollo Científico y Humanístico, Universidad Central de Venezuela. 1991.[6]

- Avances en Genética. Aida Vargas, Vidal Rodríguez Lemoine y Omar Arenas (Editores), Sociedad Venezolana de Genética. 1991.

- Avances en Genética. Jorge Vargas Arenas y Vidal Rodríguez Lemoine (Editores) Sociedad Venezolana de Genética. 1997.

- Avances en Genética (Editor). Sociedad Venezolana de Genética. 1983.

- La participación de la comunidad científica en las políticas de desarrollo. Marisol Aguilera, Vidal Rodríguez Lemoine y LourdesYero (Editores). Fondo Editorial AsoVAC. 1988.

## Premios y distinciones
- Orden Francisco De Venanzi, Clase única (2001).
- Orden Cruz de Sanidad en Primera Clase (1997).
- Medalla Conmemorativa del Centenario de la Muerte de Luis Pasteur (1995).
- Orden José María Vargas en Primera Clase (1993).
- Premio Francisco De venanzi (APIU) 2004.
- Premio Enrique Montbrum a la Excelencia Académica (APUCV) 2004.
- Premio Luis Daniel Beauperthuy (1990).
- Premio Bristol Mayer Squibb (1991).
- Placas de reconocimiento de la Asociación Venezolana para el Avance de la Ciencia (AsoVAC), Sociedad Venezolana de Microbiología, Universidad Central de Venezuela y la Universidad de Oriente.